# Sandro Italico Mussolini

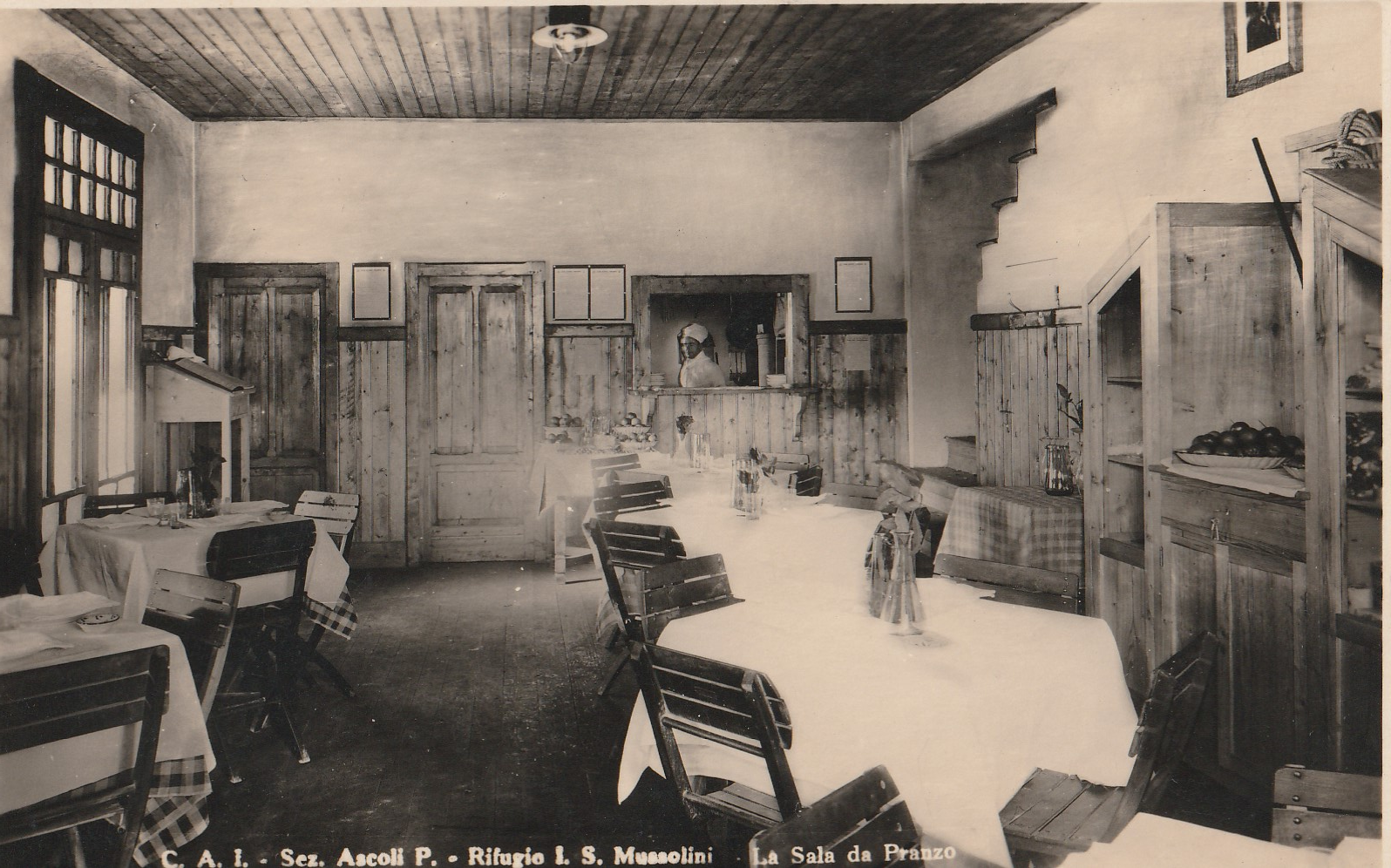

Alessandro Italico Mussolini (Milano, 1º luglio 1910 – Cesenatico, 20 agosto 1930) è stato un politico italiano.

## Biografia

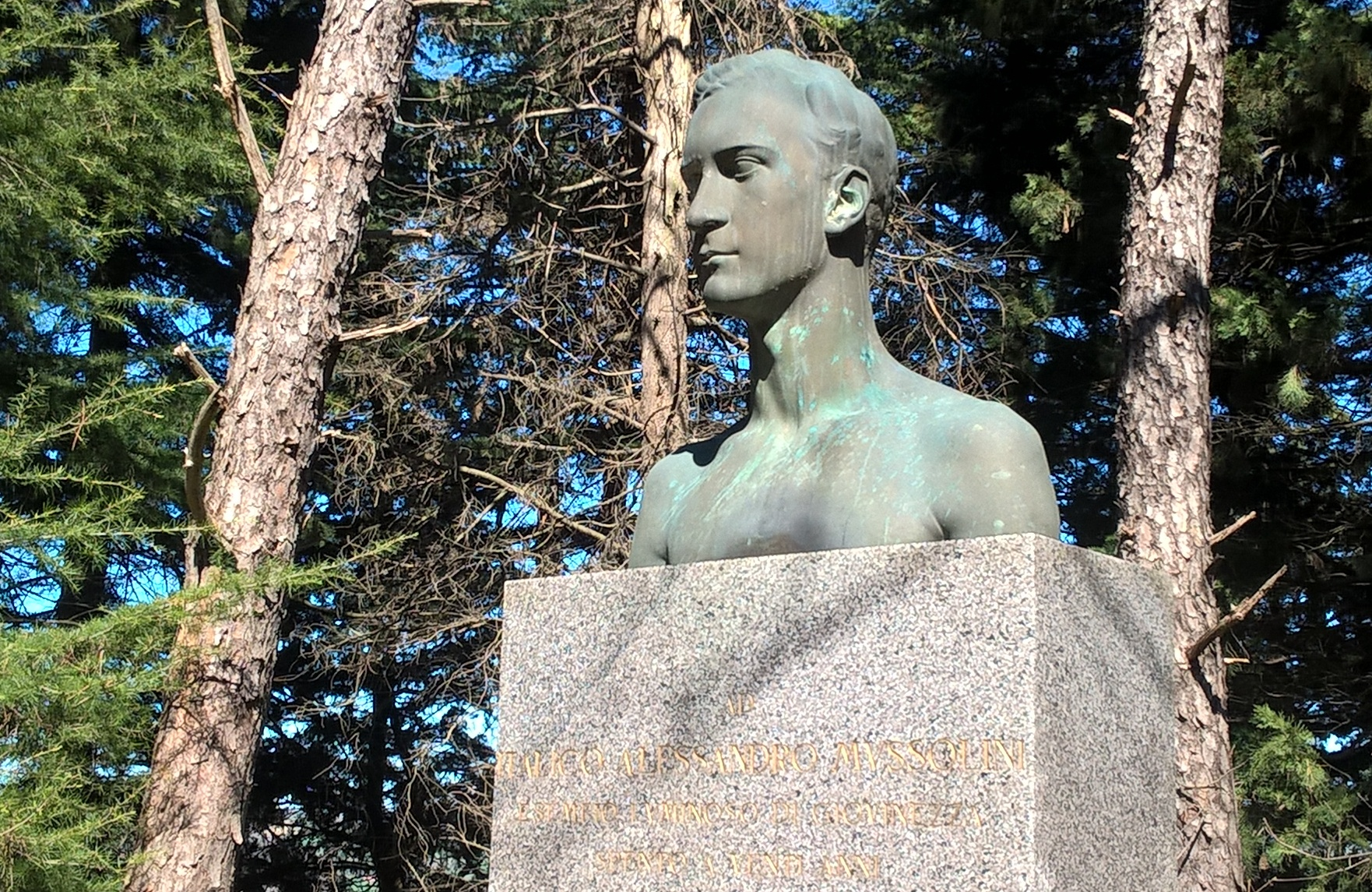
Busto di Sandro Italico Mussolini al cimitero di Paderno

Alessandro Italico Mussolini, detto Sandro, fu figlio di Arnaldo Mussolini (fratello di Benito) e di Augusta Bondanini. Dirigente dell'Opera Nazionale Balilla, morì prematuramente di mielosi globale leucemica a soli 20 anni. È sepolto, accanto al padre e alla madre, nella tomba di famiglia della piccola frazione di Paderno di Mercato Saraceno, in provincia di Forlì-Cesena.

## Memoria
A Sandro Mussolini furono dedicati: 
- nel 1930, a Milano, la Scuola di mistica fascista Sandro Italico Mussolini voluta dal padre, Arnaldo Mussolini;
- nel 1933 a Castellammare di Stabia la scuola elementare;
- la colonia estiva elioterapica "Sandro Italico Mussolini" di Alessandria;
- l'orfanotrofio "Sandro Italico Mussolini" di Forlì;
- lo stadio comunale di Fermo;
- l'attuale scuola elementare Giuseppe Mazzini di Roma;
- nel 1932 la casa della Gioventù Italiana del Littorio (G.I.L) a Bergamo, attuale Liceo Scientifico Statale “Filippo Lussana”.
- il rifugio Sandro Italico Mussolini a Colle le Cese (1560 m), Arquata del Tronto (Ascoli P.). Esistente con certezza nel 1933.
- nel 1937-1938 a Cesenatico la Colonia Sandro Mussolini (ora AGIP)

Inoltre, a Mercato Saraceno (nei pressi di Forlì), paese d'origine della madre Augusta Bondanini, il padre Arnaldo, sull'onda emotiva della prematura scomparsa, promosse una raccolta fondi destinata alla costruzione di una casa di riposo, tuttora esistente, a lui intitolata.
Sul monte Carpegna, la località detta cippo della Carpegna prende nome appunto dal cippo ivi eretto a sua memoria.
Nella Pinacoteca civica di Forlì si conserva un busto di Sandro Italico Mussolini, opera di Bernardino Boifava.
Nel 1931 Ada Negri pubblicò la poesia Per la morte d'un giovane. In memoria di Sandro Mussolini nella sua raccolta di poesie Vespertina.
Nel 1942 Vincenzo Buronzo dedica alla memoria del figlio di Arnaldo Mussolini il poema La canzone di Sandrino.